# Campionati europei di atletica leggera 2014 - 800 metri piani maschili
La specialità degli 800 metri piani maschili dei campionati europei di atletica leggera 2014 si è svolta il 12, 13 e 15 agosto 2014 presso lo Stadio Letzigrund di Zurigo in Svizzera.

## Podio
| Oro     | Adam Kszczot Polonia    |
| Argento | Artur Kuciapski Polonia |
| Bronzo  | Mark English Irlanda    |

## Programma
| Data           | Ora   | Evento         |
| -------------- | ----- | -------------- |
| 12 agosto 2014 | 19:05 | Qualificazione |
| 13 agosto 2014 | 21:08 | Semifinale     |
| 15 agosto 2014 | 19:55 | Finale         |

Ora locale (UTC+2).

## Risultati

### Qualificazione
Si qualificano in semifinale i primi tre atleti di ogni gruppo (Q) e i quattro migliori tempi (q).
| Class | Gruppo | Corsia | Nome                     | Nazione              | Tempo   | Note |
| ----- | ------ | ------ | ------------------------ | -------------------- | ------- | ---- |
| 1     | 2      | 1      | Mark English             | Irlanda              | 1:47.38 | Q    |
| 2     | 2      | 3      | Artur Kuciapski          | Polonia              | 1:47.45 | Q    |
| 3     | 4      | 5      | Andreas Bube             | Danimarca            | 1:47.50 | Q    |
| 4     | 4      | 2      | Pierre-Ambroise Bosse    | Francia              | 1:47.54 | Q    |
| 5     | 1      | 6      | Marcin Lewandowski       | Polonia              | 1:47.83 | Q    |
| 6     | 2      | 6      | Paul Renaudie            | Francia              | 1:47.88 | Q    |
| 7     | 4      | 7      | Jozef Repčík             | Slovacchia           | 1:47.90 | Q    |
| 8     | 3      | 4      | Adam Kszczot             | Polonia              | 1:47.92 | Q    |
| 9     | 1      | 3      | Kevin López              | Spagna               | 1:47.93 | Q    |
| 10    | 2      | 4      | Tamás Kazi               | Ungheria             | 1:48.05 | q    |
| 11    | 4      | 4      | Dennis Krüger            | Germania             | 1:48.06 | q    |
| 12    | 3      | 1      | Amel Tuka                | Bosnia ed Erzegovina | 1:48.07 | Q    |
| 13    | 4      | 1      | Johan Rogestedt          | Svezia               | 1:48.19 | q    |
| 14    | 3      | 7      | Andreas Almgren          | Svezia               | 1:48.22 | Q    |
| 15    | 3      | 2      | Giordano Benedetti       | Italia               | 1:48.29 | q    |
| 16    | 2      | 7      | Andrew Osagie            | Gran Bretagna        | 1:48.31 |      |
| 17    | 1      | 4      | Sofiane Selmouni         | Francia              | 1:48.46 | Q    |
| 18    | 4      | 3      | Michael Rimmer           | Gran Bretagna        | 1:48.51 |      |
| 19    | 4      | 6      | Andreas Roth             | Norvegia             | 1:48.61 |      |
| 20    | 1      | 5      | Roald Hagbart Frøskeland | Norvegia             | 1:48.62 |      |
| 21    | 1      | 8      | Andreas Rapatz           | Austria              | 1:48.65 |      |
| 22    | 4      | 8      | Žan Rudolf               | Slovenia             | 1:48.75 |      |
| 23    | 3      | 8      | Thomas Roth              | Norvegia             | 1:48.86 |      |
| 24    | 3      | 5      | Hugo Santacruz           | Svizzera             | 1:49.16 |      |
| 25    | 2      | 8      | Nikolaus Franzmair       | Austria              | 1:49.18 |      |
| 26    | 2      | 5      | Sandy Martins            | Portogallo           | 1:49.51 |      |
| 27    | 1      | 1      | Thijmen Kupers           | Paesi Bassi          | 1:49.69 |      |
| 28    | 3      | 6      | Declan Murray            | Irlanda              | 1:50.01 |      |
| 29    | 4      | 8      | Luis Alberto Marco       | Spagna               | 1:50.07 |      |
| 30    | 1      | 8      | Dmitrijs Jurkevičs       | Lettonia             | 1:50.12 |      |
| 31    | 2      | 2      | Charles Grethen          | Lussemburgo          | 1:50.36 |      |
| 32    | 1      | 7      | Rickard Gunnarsson       | Svezia               | 1:50.58 |      |
| 33    | 3      | 3      | David Fiegen             | Lussemburgo          | 1:51.00 |      |
| 34    | 1      | 2      | Jan van den Broeck       | Belgio               | 1:52.09 |      |

### Semifinale
Si qualificano in finale i primi tre di ogni gruppo (Q) ed i due migliori tempi (q).
| Class | Gruppo | Corsia | Nome                  | Nazione              | Tempo   | Note |
| ----- | ------ | ------ | --------------------- | -------------------- | ------- | ---- |
| 1     | 1      | 5      | Pierre-Ambroise Bosse | Francia              | 1:45.94 | Q    |
| 2     | 1      | 8      | Artur Kuciapski       | Polonia              | 1:46.05 | Q    |
| 3     | 1      | 7      | Andreas Bube          | Danimarca            | 1:46.09 | Q,   |
| 4     | 1      | 6      | Mark English          | Irlanda              | 1:46.23 | q    |
| 5     | 1      | 2      | Jozef Repčík          | Slovacchia           | 1:46.94 | q,   |
| 6     | 2      | 6      | Adam Kszczot          | Polonia              | 1:47.12 | Q    |
| 7     | 2      | 5      | Marcin Lewandowski    | Polonia              | 1:47.14 | Q    |
| 8     | 2      | 2      | Amel Tuka             | Bosnia ed Erzegovina | 1:47.18 | Q    |
| 9     | 2      | 8      | Paul Renaudie         | Francia              | 1:47.54 |      |
| 10    | 1      | 4      | Andreas Almgren       | Svezia               | 1:47.55 |      |
| 11    | 2      | 1      | Tamás Kazi            | Ungheria             | 1:48.04 |      |
| 12    | 2      | 3      | Dennis Krüger         | Germania             | 1:48.33 |      |
| 13    | 1      | 3      | Giordano Benedetti    | Italia               | 1:48.58 |      |
| 14    | 1      | 1      | Kevin López           | Spagna               | 1:48.90 |      |
| 15    | 2      | 4      | Sofiane Selmouni      | Francia              | 1:51.01 |      |
| 16    | 2      | 7      | Johan Rogestedt       | Svezia               | 1:53.70 |      |

### Final
| Class   | Corsia | Nome                  | Nazione              | Tempo   | Note                                     |
| ------- | ------ | --------------------- | -------------------- | ------- | ---------------------------------------- |
| Oro     | 4      | Adam Kszczot          | Polonia              | 1:44.15 | Miglior prestazione personale stagionale |
| Argento | 8      | Artur Kuciapski       | Polonia              | 1:44.89 | Miglior prestazione personale            |
| Bronzo  | 5      | Mark English          | Irlanda              | 1:45.03 | =                                        |
| 4       | 7      | Andreas Bube          | Danimarca            | 1:45.21 | Miglior prestazione personale stagionale |
| 5       | 3      | Marcin Lewandowski    | Polonia              | 1:45.78 |                                          |
| 6       | 2      | Amel Tuka             | Bosnia ed Erzegovina | 1:46.12 | Record nazionale                         |
| 7       | 1      | Jozef Repčík          | Slovacchia           | 1:46.29 | Miglior prestazione personale stagionale |
| 8       | 6      | Pierre-Ambroise Bosse | Francia              | 1:46.55 |                                          |